# NGC 7207
NGC 7207 é uma galáxia lenticular (S0) localizada na direcção da constelação de Pegasus. Possui uma declinação de +16° 46' 04" e uma ascensão recta de 22 horas, 05 minutos e 45,6 segundos.
A galáxia NGC 7207 foi descoberta em 7 de Agosto de 1864 por Albert Marth.